# Tiracola samoënsis
Tiracola samoënsis är en fjärilsart som beskrevs av Willie Horace Thomas Tams 1935. Tiracola samoënsis ingår i släktet Tiracola och familjen nattflyn. Inga underarter finns listade i Catalogue of Life.